# Famille de Montagny
La famille de Montagny, ou von Montenach, est une famille de haute noblesse du canton de Fribourg.

## Histoire
La famille de Montagny est originaire de Montagny-les-Monts, dans le canton de Fribourg. Elle est issue des seigneurs de Belp-Montagny, une famille baronale du landgraviat de Bourgogne, des XIIe siècle et XIIIe siècle.
Les Montagny font partie de la vingtaine de lignages qui composent durant la seconde moitié du XIIe siècle « la couche supérieure de l'aristocratie laïque exerçant des droits seigneuriaux » dans le pays de Vaud.
À la mort de Berthold V de Zähringen, les Montagny tentent d'obtenir l'avouerie héréditaire de Payerne. L'évêque de Lausanne participe aux négociations. Le 10 juillet 1220, un acte est signé au palais épiscopal de Lausanne.
Les Montagny sont dans le camp de l'évêque de Lausanne lors de la guerre de ce dernier contre le seigneur de Vaud Louis Ier de la maison de Savoie, qui dure de 1296 à 1300.
En 1314, ils prêtent hommage à l'évêque de Lausanne.
En 1326, Guillaume de Montagny tente de restaurer la puissance de sa famille sur Payerne avec l'aide de son frère Aymon, prieur du monastère, et Pierre d'Aarberg, ce qui provoque l'intervention du bailli épiscopal de Lausanne Guillaume d'Arbignon.

### Vassaux
En 1355, les seigneurs de Châtonnay sont vassaux des Montagny.
Les donzels Guillaume de Villazel et Conon de Châtonnay doivent l'estage, un service de garde effectué au château du seigneur, aux seigneurs de Montagny.

### Au service de la maison de Savoie
Selon Jäggi, Guillaume Ier est bailli de Vaud en 1299, tandis que pour Andenmatten il occupe cette charge en 1293 et le bailli de 1299 serait Rodolphe de Neuchâtel.
Aymon III de Montagny est bailli de Vaud de 1321 ou 1322 à 1323.
Guillaume II occupe le même office de 1324 à 1328,.

## Possessions
La seigneurie de Montagny comprend environ 25 villages.
En 1268, les Montagny vendent leurs biens en Lavaux à Jean de Rue.
En 1276, l'évêque Guillaume de Champvent inféode des biens au seigneur de Montagny.

## Filiation
Les seigneurs de Montagny seraient de parenté avec les sires de Faucigny. Une alliance matrimoniale entre les deux familles est « probable ».
- Aymon, prieur de Payerne (1326-1336)[1].

## Armoiries
Les armes de la famille se blasonnent ainsi : Un écu palé au chef de cinq ou six pièces.
Elles semblent proches de celles de la maison de Faucigny, notamment par l'utilisation de pals.